# Canon PowerShot S120
Pour les articles homonymes, voir S120.
S110 G9X
Le Canon PowerShot S120 est un appareil photographique numérique compact expert de 12,1 mégapixels annoncé par Canon le 22 août 2013. Successeur du S110 dans la série S (en) des appareils de la gamme PowerShot, il a une ouverture maximale plus grande de 0.3 f/-stop, une profondeur de couleur supérieure de 0,7 bit, une vitesse en mode rafale plus élevée, la fonctionnalité Wi-Fi, l'enregistrement vidéo Full HD à 60 im./s, un bruit plus faible aux ISO élevés, un meilleur capteur et le même processeur DIGIC 6 que le modèle correspondant de la série G (le G16) pour une meilleure qualité d'image.

## Caractéristiques
- Capteur CMOS BSI 12,1 megapixels
- Sensibilité 80–12800 ISO (en incréments de ⅓-stop) et auto (jusqu'à 1600 ISO)
- Possibilité de réglages complètement manuels
- Bague de réglage personnalisable pour régler la sensibilité ISO, la vitesse d'obturation, l'ouverture, la mise au point ou la compensation d'exposition
- Cinq rapports de forme pour les photos : 16:9, 3:2, 4:3, 1:1, 4:5
- Caractéristiques en vidéo :
  - enregistrement Standard, Color Accent, Color Swap : 1920 × 1080 (60/30 im./s), 1280 × 720 (30 im./s), 640 × 480 (30 im./s)
  - enregistrement Miniature Effect : 1280 × 720 (6/3/1.5 im./s), 640 × 480 (6/3/1.5 im./s)
  - enregistrement Super Slow Motion : 640 × 480 (120 im./s), 320 × 240 (240 im./s)
  - enregistrement Full HD Star Time Lapse Movie : 1920 × 1080 (15 im./s)
- Mode rafale
  - en mode P : ~12,1 im./s, 9,4 im./s à partir de la 6e vue
  - ~5.5 im./s avec AF et LV
- Écran tactile capacitif Multi-touch
- Support du JPEG (Exif 2.3)
- Format d'image RAW ; un des rares appareils compacts "point and shoot" à disposer du format RAW (le format RAW n'est pas disponible dans les modes Auto, Low Light et SCN ; il est disponible dans les modes Program, Tv (Priorité vitesse), Av (priorité ouverture), Manuel et Personnalisé)
- Wi-Fi pour la connectivité internet ou l'archivage d'images

## Améliorations par rapport au S110
- Processeur d'images DIGIC 6
- Capacité accrue de la batterie (30 vues)
- Définition de l'écran presque doublée de 640×480 pixels (267 dpi, définition VGA) - une première pour un ultra-compact de la série PowerShot S
- Le mode ECO éteint l'écran LCD beaucoup plus tôt pour préserver la batterie

## Successeur
Canon a annoncé que le G9X serait l'appareil qui succéderait à la série S de Canon afin de concurrencer les appareils compacts de la série RX100 de Sony à capteur 1". L'appareil a été annoncé le 13 octobre 2015. Le S120 est donc le dernier appareil de la série S.

## Exemples de photos

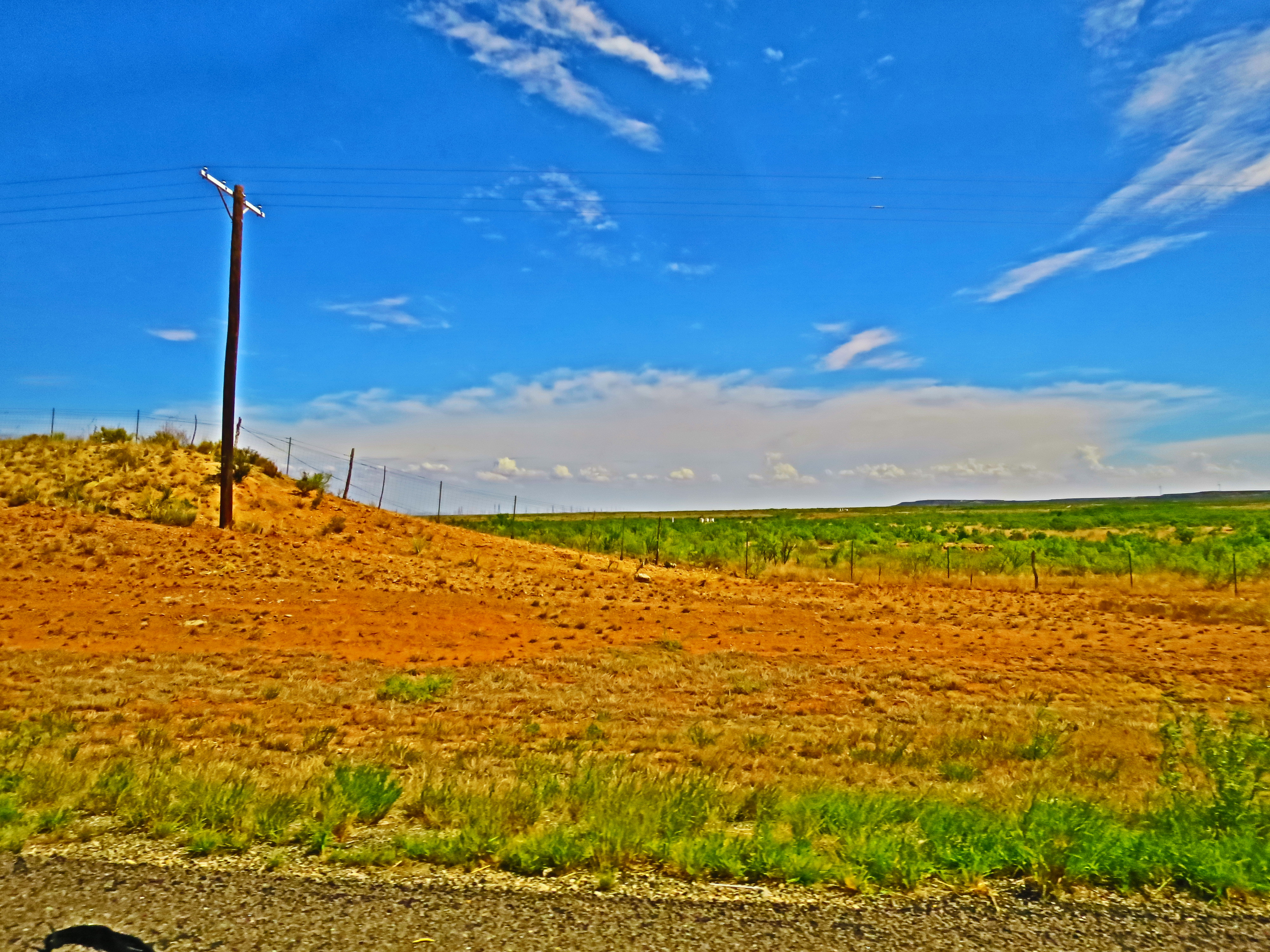
Effet "Super vif" appliqué par l'appareil sur un paysage
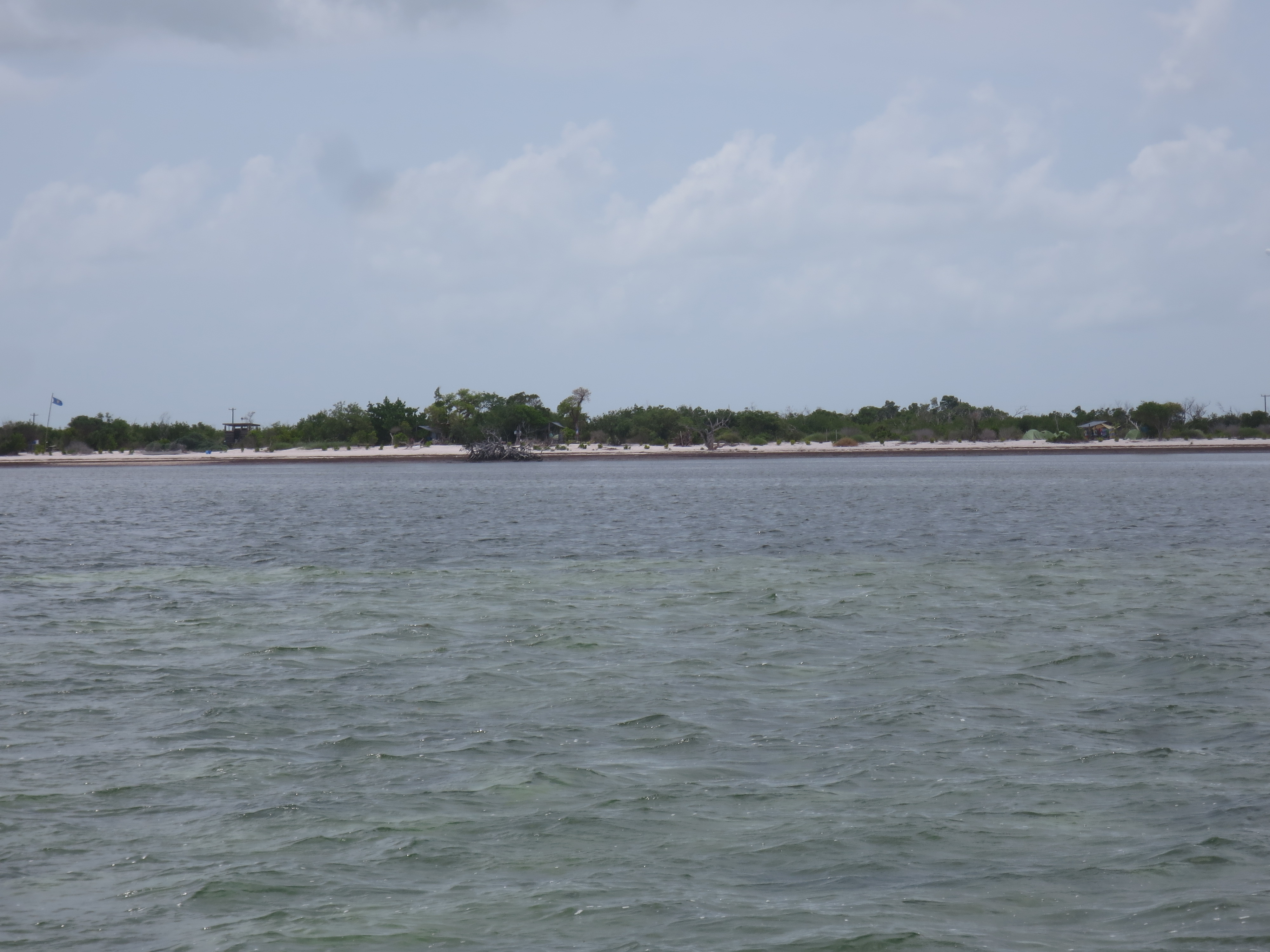
Vue de l'océan